# Salem Kacet
Salem Kacet, né le 6 octobre 1951 à Ifigha en Kabylie (Algérie) et mort le 31 octobre 2015 à Ronchin, est un médecin (pédiatre, cardiologue) et homme politique français, maire adjoint de Roubaix de 1989 à 1995. 

## Biographie
Salem Kacet est né le 6 octobre 1951 à Aït-Issaad, un petit village de la commune d'Ifigha en Kabylie,,. Benjamin d'une fratrie de six, tous ses frères et sœurs sont morts en bas âge, faute de soins. « Petit berger des montagnes de Kabylie », il émigre en France à l'âge de 8 ans pour rejoindre son père, Mohand Saïd Kacet, dans une petite chambre d'hôtel de la rue d'Aubervilliers,,. Ce dernier, analphabète et allophone, travaille pendant près de quatre décennies comme ouvrier spécialisé chez Citroën à Clichy,. Lors de la guerre d'Algérie, il est engagé auprès de la fédération de France du FLN.
Après avoir obtenu son baccalauréat au lycée Colbert, Salem Kacet est admis à la faculté de médecine de l'université Paris-Diderot en 1971. Alors qu'il a la possibilité de demander la nationalité française en 1974, il ne le fait pas car il envisage de retourner définitivement en Algérie après son internat à l'AP-HP,. Finalement, une fois ce dernier terminé, il se rend compte qu'il est « Français à part entière » et se fait naturaliser en 1983,. Dans la foulée, il commence sa carrière de médecin comme chef de clinique des universités au CHRU de Lille. Il est alors l'assistant du Pr Jean Lekieffre, chef du service cardiologie du CHU de Lille,. 
De juin 1987 à janvier 1988, il siège au sein de la commission de la nationalité instituée par le Premier ministre Jacques Chirac. Il en est le seul Maghrébin et le seul fils d'immigré. 
Originaire du PS, c'est néanmoins sur la liste d'André Diligent (CDS) qu'il se fait élire à la mairie de Roubaix en 1989. Pendant les six années suivantes, il est son adjoint chargé de la santé, de la petite enfance et de la lutte contre les toxicomanies,. C'est, entre autres, en cette qualité qu'il est invité à participer à un débat télévisé l'opposant à Jean-Marie Le Pen et Jacques Roseau sur TF1.
Il est le président-fondateur de l'Association des médecins d'origine maghrébine de France (AMOMF),. Après sa mort, sa branche nordiste prend le nom d'association Salem-Kacet. 
Candidat à la députation lors des élections de 2007, il est devancé au second tour par le maire socialiste de Wattrelos, Dominique Baert,.
De 2004 à 2012, il est le vice-président aux relations internationales et à la communication à l'université Lille 2, aux côtés du président Christian Sergheraert et de son équipe. En outre, il accompagne et soutient ses équipes lors de la mise en place de grands projets tels que les courses de la braderie de Lille, étudiants sans frontières ou encore la soirée des talents.

## Œuvres
- Intérêt de l'enregistrement électrocardiographique de longue durée chez l'enfant et l'adolescent : à propos de 160 patients, thèse d'exercice, Lille, 1983
- Avec Georges Memmi, Le droit à la France, Paris, P. Belfond, 1991, 182 p. (ISBN 2-7144-2766-9, BNF 36653644)
- Livre blanc de la télécardiologie dans le suivi des patients porteurs de stimulateurs et défibrillateurs cardiaques implantables (avec Denise Silber), Biotronik, 2008[21]